# National Theatre
National Theatre o Royal National Theatre es la compañía nacional de teatro británica. Fue creada en 1963 y su primer director fue Laurence Olivier. Su sede se encuentra en el South Bank, en el municipio londinense de Lambeth, en un edificio de líneas abstractas y modernas, diseñado por el arquitecto Denys Lasdun y se compone de tres auditorios: el Olivier para 1160 espectadores; el Lyttelton para 890 espectadores y el Cottesloe para 460 espectadores. Desde 1963 y hasta que la sede permanente se terminó de construir en 1976-77, el National Theatre tuvo su sede provisional en el teatro Old Vic en Waterloo Road.
Desde 1988 el teatro es llamado Royal National Theatre, nombre que se utiliza indistintamente junto al de National Theatre o NT.

## Historia
La idea de un teatro nacional subvencionado por el estado y con una compañía estable, según el modelo de teatros europeos como el Burgtheater de Viena o la Comédie Française surgió en Inglaterra en el siglo XVIII. Fue propugnada por gentes del teatro como los actores-directores David Garrick y, más adelante Henry Irving o Harley Granville-Barker. En 1908 se creó el Shakespeare Memorial National Theatre Committee en el que confluían las diversas corrientes defensoras de un teatro nacional dedicado a la tradición dramática inglesa con especial énfasis en la obra de Shakespeare. Después de la Primera Guerra Mundial, el Comité reanudó su actividad y adquirió en los años 30 con fondos reunidos a través de suscripción pública un solar en el barrio londinense de South Kensington para el nuevo teatro. La Segunda Guerra Mundial interrumpió de nuevo los trabajos en este proyecto y hasta 1951 no se colocó, gracias a una permuta de terrenos con la ciudad de Londres, la primera piedra en un solar más céntrico, en la orilla sur —el South Bank— del Támesis. Mientras iba tomando cuerpo el proyectado centro dramático se constituyó en 1962 el National Theatre Board (Consejo de Administración del Teatro Nacional) presidido por lord Chandos, que nombró director artístico del futuro National Theatre al actor y director Laurence Olivier. En ese momento Olivier era director del Festival de Chichester y de su Festival Theatre. Allí fue reuniendo un equipo de colaboradores con los que inició la andadura del National Theatre en la sede provisional del Old Vic Theatre. La obra que inauguró la primera temporada el 22 de octubre de 1963 fue simbólicamente Hamlet (Shakespeare) dirigida por Olivier y protagonizada por Peter O'Toole, una de las grandes estrellas del teatro y del cine ingleses de los años 60.

## Los comienzos en el Old Vic Theatre
Con un espíritu integrador y abierto Olivier se rodeó de una compañía de cincuenta personas entre ellas directores como John Dexter y William Gaskill, procedentes del vanguardista Royal Court Theatre, actores veteranos como Michael Redgrave o John Gielgud, actores jóvenes como Maggie Smith, Joan Plowright, Robert Stephens, Frank Finlay y actores jovencísimos como Michael Gambon, Derek Jacobi, Lynn Redgrave, Ronald Pickup o Jeremy Brett. Una de sus innovaciones más llamativas fue la creación del puesto del asesor literario o dramaturgo, inusual en el teatro inglés, que confió al audaz crítico de teatro Kenneth Tynan. Los diez años de gobierno de Olivier en el NT fueron años apasionantes de gran creatividad con espectáculos históricos como Otelo (Shakespeare), dirigida por John Dexter en 1964 con Olivier en Otelo y Maggie Smith en Desdemona; Danza macabra (Strindberg) dirigida en 1967 por Glen Byam Shaw con Olivier, Geraldine McEwan y Robert Stephens;  Rosencrantz y Guildenstern han muerto (Stoppard) dirigida en 1967 por Derek Goldby con Edward Petherbridge y John Stride; Tres hermanas (Chéjov) dirigida en 1967 por Olivier con Joan Plowright, Louise Purnell, Jeanne Watts, Robert Stephens, Derek Jacobi; El mercader de Venecia (Shakespeare) dirigida en 1970 por Jonathan Miller con Olivier, Joan Plowright y Jeremy Brett; Largo viaje hacia la noche (O'Neill) dirigida en 1972 por Michael Blakemore con Olivier, Constance Cummings, Ronald Pickup y Denis Quilley.

En 1973 problemas de salud de Olivier, debidos sin duda a su entrega total a la empresa del National, llevaron a los directivos del Board a buscar un sustituto sin notificárselo al mismo Olivier, que se sintió lógicamente traicionado. El elegido fue Peter Hall, un experimentado empresario-gestor y excelente director escénico, entre otras cosas, creador en 1961 de la Royal Shakespeare Company, la compañía subvencionada rival del National. Bajo su mando se efectuó en 1976 el traslado a la nueva sede del South Bank, donde se inauguró el 15 de marzo la sala mediana Lyttelton con Hamlet, dirigida por Hall y protagonizada por Albert Finney. La sala grande Olivier se inauguró el 5 de octubre con Tamerlán (Marlowe) dirigida también por Hall con Finney de protagonista.

## La consolidación del National Theatre 1976-2014
Para hacer frente a los grandes e innumerables retos que planteaba el megaproyecto del South Bank, Hall y su equipo directivo optaron por un estilo de gestión tecnocrático, con un fuerte acento en la administración, la programación e —inevitablemente— la burocracia. Artísticamente Hall apostó por un prudente eclecticismo que abarcara tanto a los autores clásicos como a los modernos y estuviera abierto al repertorio internacional. Durante su mandato se estrenaron notables obras contemporáneas de Harold Pinter, Peter Shaffer, Tom Stoppard, David Hare o Howard Brenton y se repusieron obras clásicas como Otelo, Ricardo III o Julio César sin que por ello se llegara a constituir un repertorio coherente. La compañía estable, uno de los objetivos más queridos del antiguo equipo de Olivier, se convirtió en un conjunto de pequeñas compañías formadas en torno a proyectos concretos, fáciles de trasladar al West End en términos puramente comerciales, una vez agotado su recorrido en el National. Así sucedió por ejemplo con el gran éxito de público Amadeus (Peter Shaffer) en 1979. Esto y la contratación puntual de grandes figuras de la escena —John Gielgud, Peggy Ashcroft, Ralph Richardson, Albert Finney, Judy Dench, Anthony Hopkins, Dorothy Tutin, Paul Scofield etc.— a la manera espectacular del circuito operático internacional marcaron un estilo que se identificó con el National Theatre no siempre positivamente. A finales de los 80 la crisis económica trajo consigo fuertes cortes en las subvenciones a la cultura en general y a los teatros estatales en particular. El National se vio afectado por ello y también por la polémica desencadenada por un artículo publicado en julio de 1986 por el Sunday Times en torno a las subvenciones concedidas a los teatros nacionales, que ponía en cuestión aspectos de la gestión del National.

En 1988 Hall pasó el testigo a Richard Eyre, que ya llevaba unos años en el National Theatre como director adjunto. Se iniciaba una etapa más sosegada, más centrada en el trabajo del día a día para afianzar el terreno conquistado y descartar errores pasados. Eyre continuó con una programación equilibrada de clásicos --especialmente Shakespeare-- y autores modernos. Los autores más jóvenes entraron con fuerza: David Hare con la trilogía política Racing Demons (1990), Murmuring Judges (1991) y Absence of War (1992), Alan Bennett con su drama de espías Single Spies (1988) y el drama histórico The Madness of George III (1991), Tom Stoppard con Arcadia (1993). Entre los montajes clásicos destacaron Ricardo III con Ian McKellen (1990), Macbeth (1993) dirigido por Eyre con Alan Howard y Rey Lear con Ian Holm (1997) todas de Shakespeare; John Gabriel Borkman (Ibsen) reunió en 1996 un elenco estelar con Paul Scofield, Vanessa Redgrave y Eileen Atkins bajo la dirección de Eyre.

El National entró en el nuevo milenio con su nuevo director Trevor Nunn que introdujo con gran éxito de taquilla el musical en los escenarios del South Bank. Nunn ya había llevado a cabo una revolución en la Royal Shakespeare Company durante su mandato en los años 80 con el musical Los Miserables (según Victor Hugo). Musicales famosos como Oklahoma! (1998) o South Pacific (2002) (ambos de Rodgers/Hammerstein) ocuparon el escenario del Olivier, pero también se vieron clásicos como La Orestiada (Esquilo) (1998), El mercader de Venecia (1999) y  Un cuento de invierno (2001) (ambas Shakespeare), Las bacantes (Eurípides) (2002) y contemporáneos como  Luther (John Osborne) (2001) o The Coast to Utopia (Stoppard) (2002).

En 2003 asumió la dirección del National Nicholas Hytner que puso de nuevo el acento en la normalización del centro dramático del South Bank. Mantuvo la fidelidad a los clásicos iniciando su mandato con Henry V (Shakespeare) y abrió las puertas a directores, autores y actores nuevos o diferentes: Democracy (Frayn) (2003) dirigida por Michael Blakemore, The permanent way (Hare) (2004) dirigido por Max Stafford-Clark, The History Boys (Bennett) (2004) dirigida por Hytner, A Dream Play (Strindberg/Caryl Churchill) (2005) dirigida por Katie Mitchell, La casa de Bernarda Alba (García Lorca/Hare) (2005) dirigida por Hytner, Major Barbara (Shaw) (2008), Fedra (Racine) (2009), Hamlet (2010), Timón de Atenas (2012), Otelo (2013), todas dirigidas por Hytner.

Desde 2015 dirige el National Theatre Rufus Norris.

## Directores artísticos
- Laurence Olivier (1963-1973)
- Laurence Olivier-Peter Hall (1973-1976)
- Peter Hall (1976-1988)
- Richard Eyre (1988-1997)
- Trevor Nunn (1997-2003)
- Nicholas Hytner (2003-2015)
- Rufus Norris (desde 2015)